# Fidiobia bonariensis
Fidiobia bonariensis är en stekelart som först beskrevs av Juan Brèthes 1916.  Fidiobia bonariensis ingår i släktet Fidiobia och familjen gallmyggesteklar. Inga underarter finns listade i Catalogue of Life.